# Ad Bloemendaal
Adriaan (Ad) Bloemendaal (Termunten, 1948 – Tel Aviv, 16 maart 2014) was een Nederlandse journalist die van 1984 tot 2014 correspondent was in Israël.

## Biografie
Ad Bloemendaal werd in 1948 geboren als zoon van een dominee in het Groningse Termunten. Hij diende bij het Korps Mariniers en werd hierna journalist.
Hij werkte tot 1983 als buitenlandredacteur bij Het Parool. In dat jaar besloot hij zijn baan op te zeggen om naar Israël, het thuisland van zijn Joodse vrouw, te verhuizen. In Israël startte hij een carrière als freelance correspondent, waarbij hij voornamelijk voor Het Parool bleef werken. In de jaren negentig moest hij door de verschraling van het medialandschap een overstap maken naar de Geassocieerde Pers Diensten, waarna zijn werk behalve in Het Parool ook in meerdere regionale kranten gepubliceerd werd.
Bloemendaal was jarenlang, samen met collega's Eddo Rosenthal, Salomon Bouman en Conny Mus, een van de vaste gezichten in de verslaggeving rond Israël in de krant en op televisie. Bloemendaal schreef voornamelijk artikelen over het Joods-Palestijns conflict. Doordat hij zich afstandelijk opstelde en nooit direct de zijde koos van een der strijdende partijen, kreeg hij enerzijds bij beide groeperingen een ingang, maar anderzijds ook kritiek. Zo werd hij in radicale segmenten binnen met name het Joodse kamp uitgemaakt voor antisemiet, terwijl hij door radicale Palestijnen en hun aanhangers werd gezien als zionist.
Vanuit Israël versloeg Bloemendaal onder andere de gevolgen van de Eerste Golfoorlog voor de Joodse staat en de ondertekening van de Oslo-akkoorden in 1993. Hij was in Tel Aviv aanwezig bij de moord op premier Yitzhak Rabin. Later deed hij verslag van het conflict in de Gazastrook en de oorlog met Libanon. Ook deed hij tussen 2006 en 2011 intensief verslag van de ontvoering van Gilad Shalit. Het liefste schreef Bloemendaal echter achtergrondverhalen over het leven in de door conflicten geteisterde gebieden. In deze observaties liet hij mensen hun persoonlijke verhaal vertellen. In zijn carrière werkte Bloemendaal onder andere met Yitzhak Rabin, Yasser Arafat, Ariel Sharon, Mahmoud Abbas, Shimon Peres, Benjamin Netanyahu en Ehud Olmert.
Nadat het GPD in 2013 ter ziele was gegaan, keerde Bloemendaal voor korte tijd terug bij Het Parool, voordat hij overstapte naar de Volkskrant. Op 13 maart 2014 overleed Ad Bloemendaal plotseling op 65-jarige leeftijd aan een hartaanval. Hij liet een vrouw en twee kinderen achter.